# 皮耶韦-达尔帕戈
皮耶韦-达尔帕戈（義大利語：Pieve d'Alpago），曾是意大利威尼托大区贝卢诺省的一个市镇。总面积25平方公里，人口1983人，人口密度79.3人/平方公里（2009年）。国家统计（ISTAT）代码为025038。
2016年2月23日皮耶韦-达尔帕戈、法拉-达尔帕戈和波斯-达尔帕戈三市镇合并为新的阿尔帕戈市镇。

## 友好城市
- 立陶宛卡爾瓦里亞 2005年